# Mandaranrejo
Mandaranrejo is een bestuurslaag in het regentschap Pasuruan van de provincie Oost-Java, Indonesië. Mandaranrejo telt 4671 inwoners (volkstelling 2010).